# Robert LeRoy
Robert LeRoy (New York, 7 febbraio 1885 – New York, 7 settembre 1946) è stato un tennista statunitense.

## Carriera
LeRoy iniziò a praticare tennis alla Columbia University, in cui nel 1904 e nel 1906 vinse i NCAA nel singolare. Disputò i due tornei tennistici  ai Giochi olimpici di Saint Louis 1904, nei quali vinse due medaglie d'argento nel singolare e nel doppio maschile, quest'ultimo con Alphonzo Bell. Nel 1907, fu finalista nel singolare dei Campionati nazionali USA, sconfitto dal sette volte campione William Larned. Vinse varie volte il torneo oggi conosciuto come Cincinnati Masters, sia nel singolare che nel doppio.

## Palmarès
In carriera ha conseguito i seguenti risultati:
- Giochi olimpici

St. Louis 1904: due medaglie d'argento nel singolare e nel doppio maschile.